# Polka
La polka o polca è un ballo  a tempo binario, di origine boema divenuto popolare soprattutto nei paesi dell'Europa Orientale. È un ballo veloce, di coppia, molto popolare sia tra gli amanti del ballo liscio (con passi camminati che ricalcano il ballo one step) che tra quelli del ballo folk (area occitana, Quattro province, francese e irlandese). Divenuto ballo molto noto, ne esistono varie forme popolari oltre alle forme di musiche e danze da camera.

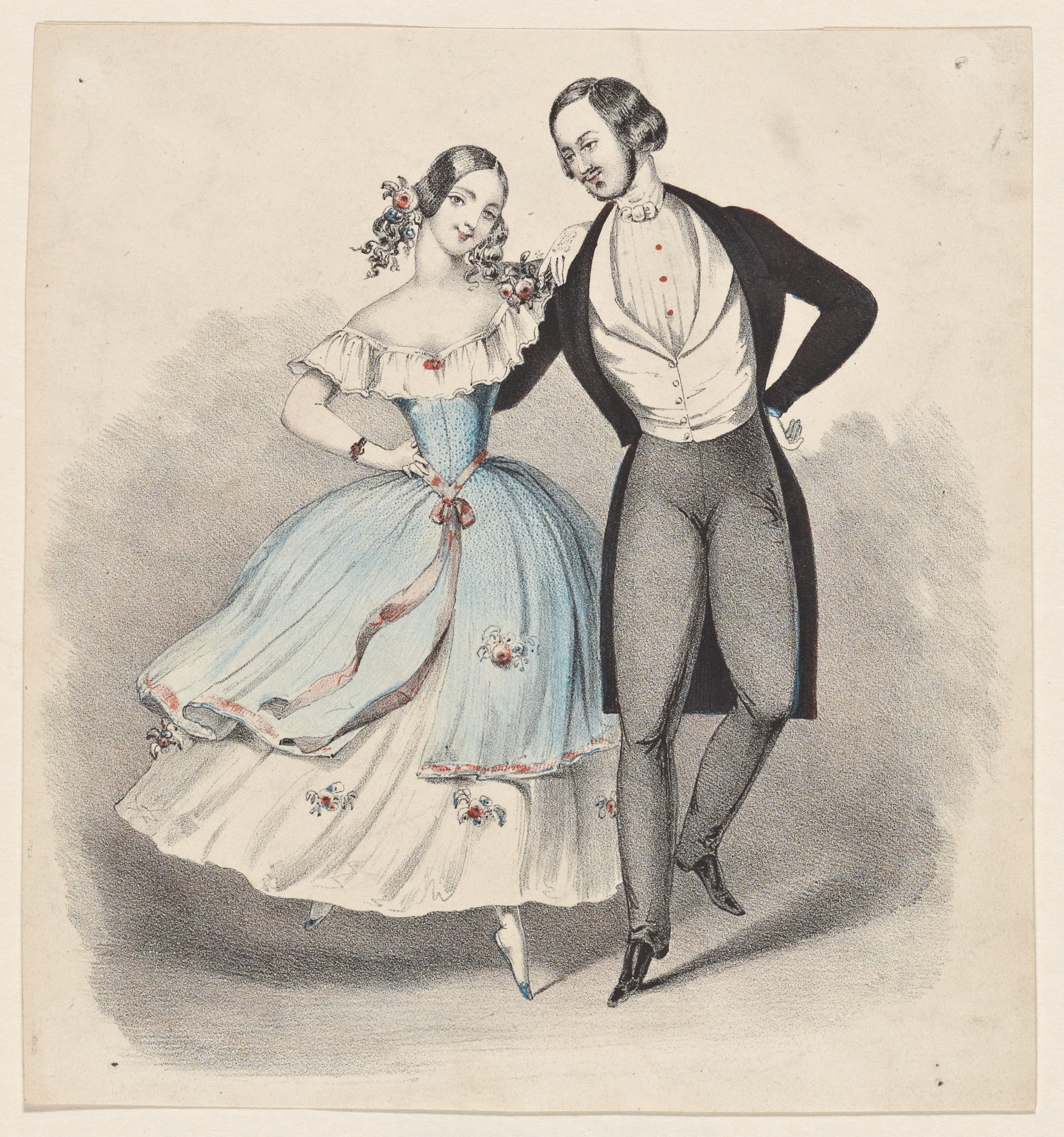
Polka

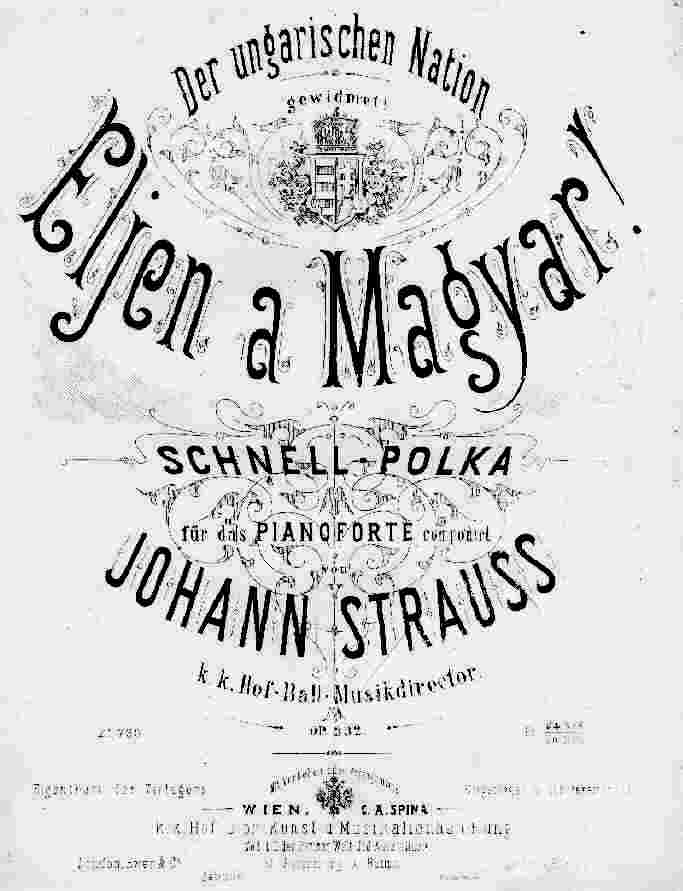
Polka di Strauss II

## Storia
La polka trae origine da alcune danze popolari diffuse in Boemia all'inizio dell'800, di cui è un'evoluzione. L'origine del ballo è avvolta nelle leggende. L'ipotesi più accreditata è quella dello storico boemo Alfred Waldau. Il maestro di musica Josef Neruda, che insegnava a Praga, si trovò a osservare una contadina ballare e cantare; sui suoi passi e su quella melodia elaborò un ballo, la polka appunto, che lanciò prima a Praga e poi a Baden, dove ebbe un incredibile successo. Nel 1835 la polka entrò nel repertorio di una banda musicale militare boema. Il successo della danza contagiò successivamente tutta Europa. Secondo G. Gavina la polka ci viene dall'Ungheria, ma è ritenuta, come indica anche il suo nome, una variante boema d'una danza d'origine polacca. Johann Strauss II, oltre ai valzer viennesi, realizzò anche numerosi componimenti del genere.
A partire dal secondo dopoguerra dovette presto soccombere all'ondata dei nuovi ritmi provenienti dagli Stati Uniti. Già a partire dalla seconda metà dell'Ottocento non suscitò più l'interesse del pubblico; ciononostante, continuò ad essere ballata nelle corti e alla fine del secolo veniva ancora inclusa nei programmi musicali. Come il valzer, i suoi passi furono in seguito incorporati all'interno di altre danze a volteggi. Inoltre la grande popolarità che raggiunse contribuì a diffondere altri balli tradizionali provenienti dall'Europa centrale, prima fra tutte la famosa ciarda ungherese. Oggi la polca è diffusa soprattutto negli Stati Uniti e in Italia insieme alla mazurca e al valzer brillante, appartiene alla tradizione italiana del ballo liscio e costituisce ancora una fortissima attrazione nelle feste di paese e nei locali da ballo ed è immancabilmente nei repertori delle orchestre romagnole di musica popolare.

## Strumenti musicali utilizzati
Strumenti prediletti per la musica della polka sono il pianoforte e gli archi nella forma da camera e la fisarmonica, l'organetto ed il bandoneón e il piffero nelle forme popolari. Durante la seconda parte del XIX secolo nell'Italia del nord era diffusa la polka come forma musicale per organo da eseguirsi alla fine della Messa. Sono svariate quelle composte e pubblicate da autori come Quirici o Pagani.

## La musica

### Stile ed influenze
La musica della polca influì su parecchi compositori. Il primo a svilupparla in direzione classica fu il compositore boemo Bedřich Smetana (1824-1884), direttore dell'orchestra del Teatro Nazionale di Praga dal 1866. La sua produzione musicale fu prevalentemente pianistica: dapprima scrisse un gran numero di polche per le orchestre da ballo, in seguito produsse svariate melodie con le quali, a detta dei critici musicali, rivelò la sua ambizione di fare della polca ciò che Chopin aveva fatto della mazurca. Tra le sue composizioni di polca le più conosciute sono la Polke de Salon, la Polke Poetique, i Ricordi di Boemia in forma di polca e le Danze Boeme.
Si dedicò con successo anche a composizioni per teatro. La sua opera teatrale più famosa La sposa venduta (1866), prevede un finale di polca. Smetana fu il primo musicista boemo a dare pieno sviluppo al concetto di nazionalismo musicale, inteso come recupero delle tradizioni e come autentica espressione dello spirito nazionale. Desiderava creare un linguaggio musicale che fosse vicino alla propria terra e alla propria gente; ecco perché la polca trovò grandissimo spazio nella sua produzione. Ma alla banalità dei soliti ritmi Smetana oppose la delicatezza dei suoi brani.
Oltre a lui Johann Strauss figlio, il re del valzer, si dedicò alla composizione di parecchie polche. La Polca dei diplomatici, la Polca dell'esplosione, la polca veloce Tritsch-Tratsch e la Pizzicato-polca, composta insieme al fratello Josef, sono le più note. Josef Strauss, invece, cogliendo appieno l'ansia di rinnovamento che si respirava nella Vienna di metà Ottocento in merito alla questione dei diritti delle donne, documentò il suo impegno componendo la polca-mazurca L'Emancipata. L'interesse musicale nei confronti di questa musica durò ancora a lungo dopo la voga del ballo. Basti pensare che il critico musicale Edwin Evans, nel secondo decennio del ventesimo secolo, scrisse: “Ci furono tre compositori che lavorarono insieme alla scrittura di una polca, Sokolov, Glazunov e Ljadov. Io raccomandai questa polca alla Karsavina perché fosse inclusa nel divertissement che ella presentò al Coliseum, e fu un grande successo. Non le dissi però che Diaghelev si infuriò per non averla prima portata a lui'’.

### Il successo e la diffusione

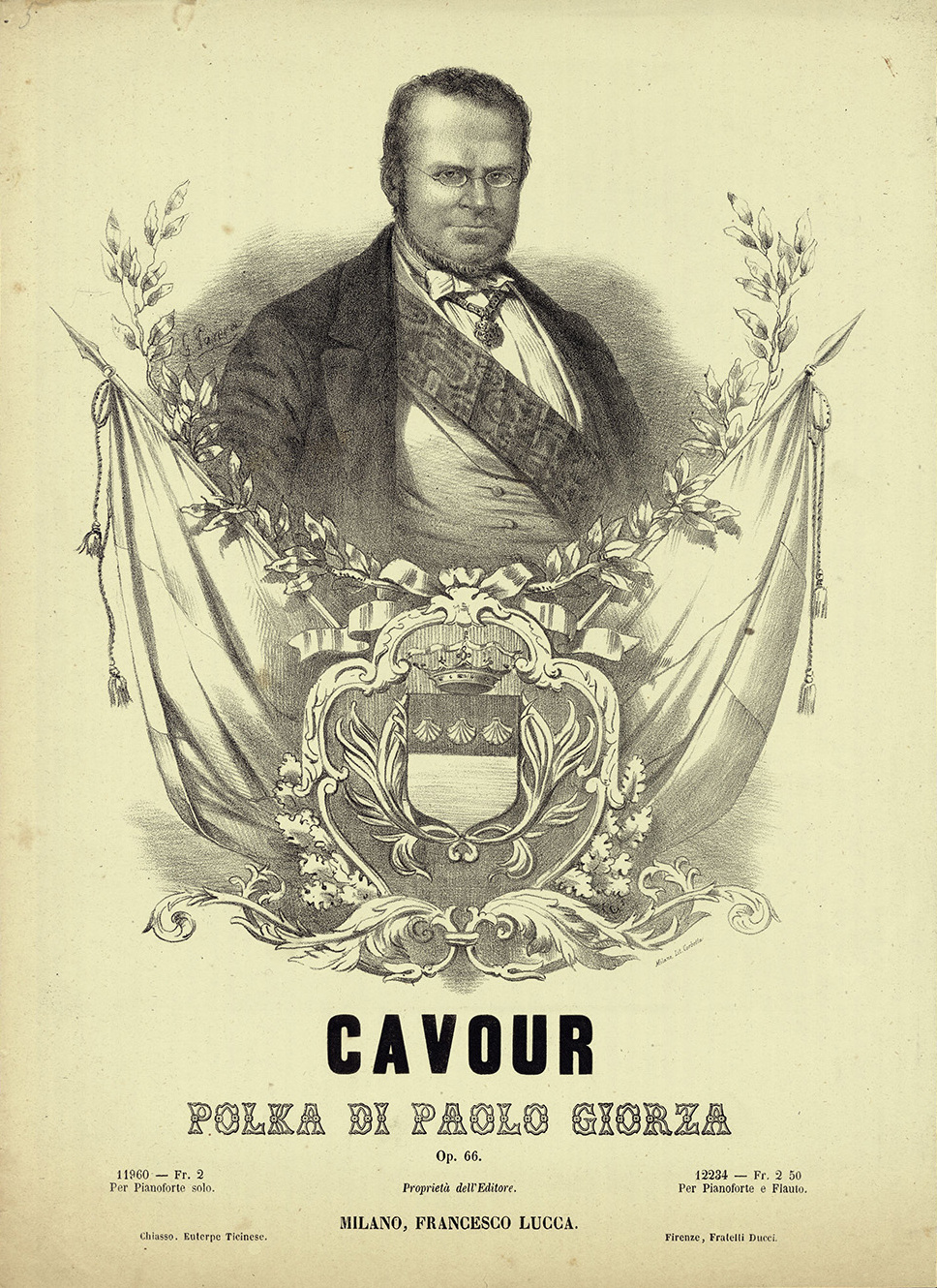
La polka Cavour di Paolo Giorza, dedicata allo statista piemontese

A quanto sostiene Desrat, il quale visse in prima persona l'avvenimento, l'infatuazione per la polca fu un fenomeno facilmente comprensibile, se si considera che ai tempi era l'unica danza animata e  tournant  di uso corrente e interrompeva perfettamente la monotonia delle quadriglie. Sebbene la gente non fosse stanca del valzer e delle sue melodie sentimentali, si stava delineando l'esigenza di nuove forme di ballo, più energiche e libere. In tale contesto l'unico impulso veramente originale fu rappresentato dalla polca che, pur mettendone in crisi la supremazia, fu ben lontana dal toglierne popolarità. Più che una reazione al valzer la polca fu un fenomeno indipendente, che seguì un proprio cammino parallelo e non si pose dichiaratamente in contrasto con le altre danze a volteggi.
A rendere la polca popolare in Europa e nel mondo fu il suo vigoroso ritmo in 24. L'andamento brillante, il fascino di un movimento che combinava i giri del valzer alle figure coreografiche del galop e l'allegria che la musica suscitava rappresentarono la risposta all'esigenza di vivere il ballo in maniera più spontanea. Tutte le danze di coppia a volteggi erano ancora soggette a una sorta di censura e fu questo elemento, tanto in America quanto in Europa, a provocare scandalo perché, sebbene oggi la presa della polka di allora sia considerata una "presa aperta" con i ballerini a contatto non stretto, allora era a dir poco peccaminoso. L'intimità di coppia nel ballo non era ancora un dato acquisito e, se si pensa che la polca a tale aspetto aggiunse una maggiore istintività ed energia, le resistenze che incontrò sul suo cammino appaiono chiaramente motivate.
Bisogna tuttavia considerare che all'epoca era diventato quasi sconveniente per un uomo essere un ballerino “tradizionale”: quelli che ballavano avevano modi troppo affettati e atteggiamenti troppo languidi. Da questo punto di vista la polca giunse al momento opportuno per liberare energia e incanalarla in una forma di ballo meno controllata. Philip Richardson pone invece una motivazione di carattere politico alla base del suo successo: la solidarietà degli altri paesi europei nei confronti dei popoli dell'Europa centrale, ancora sottomessi alla dominazione straniera. In questi paesi lo spirito nazionalistico era molto vivo e la riscoperta delle tradizioni culturali ne era un aspetto: i popoli, derubati della libertà politica, esprimevano la propria identità nell'arte. In realtà tutti questi elementi contribuirono in diversa misura al successo della polca anche se il fattore ritmico fu senza dubbio il più rilevante.

## Opere famose
- Rosamunda di Jaromir Vejvoda (1927)
- Fisarmonica impazzita di Michele Corino (1950)
- Viva la Polca di Vittorio Mascheroni (1940)
- Cicogna di Secondo Casadei (1941)
- Perles de cristal (Perle di cristallo) Georges Hamel (1919)
- Polka moderna di Michele Corino (1951)
- Suona la fisarmonica di Gorni Kramer (1937)